# Michel Moussard
Pas d'image ? Cliquez ici

a Compétitions nationales et continentales officielles uniquement.

b Matchs officiels uniquement.
Michel Moussard, né le 26 février 1944 à Triel-sur-Seine, est un joueur de rugby à XV et de rugby à XIII dans les années 1960, 1970 et 1980.

## Biographie
Il est repéré en début de carrière par Jean Fabre et s'engage au Stade toulousain avec lequel il dispute la finale du Championnat de France en 1969, Michel Moussard opte pour le rugby à XIII et joue pendant sept saisons à Albi. Avec ce dernier, il remporte le Championnat de France en 1977 et la Coupe de France en 1974. En 1977, il revient au rugby à XV en terminant sa carrière à Blagnac avec un titre de Championnat de France de 2e division en 1983.
Fort de ses performances en club en rugby à XIII, il est sélectionné à de nombreuses reprises en équipe de France entre 1974 et 1977 disputant les Coupes du monde 1975 et 1977.
Son arrivée au rugby à XV se fait par un hasard. Il découvre le rugby à XV par des amis à Exideuil et une mutation professionnelle l'amène à Grenade pour préparer le diplôme de répétiteur (proviseur adjoint de l'enseignement agricole). Il y fait connaissance de Jean Fabre qui l'emmène au Stade toulousain. Ce dernier, entraîné par Paul Blanc atteint la finale du Championnat de France en 1969. En 1970, il opte pour le rugby à XIII en rejoignant Albi avec lequel il remporte le Championnat de France en 1977 et la Coupe de France en 1974. Il est sélectionné à de nombreuses reprises en équipe de France entre 1974 et 1977 disputant les Coupes du monde 1975 et 1977.

## Palmarès

### En rugby à XV
- Collectif : 
  - Finaliste du Championnat de France : 1969 (Stade toulousain).

### En rugby à XIII
- Collectif : 
  - Vainqueur du Championnat de France : 1977 (Albi).
  - Vainqueur de la Coupe de France : 1974 (Albi).